# Universidad de Savitribai Phule Pune

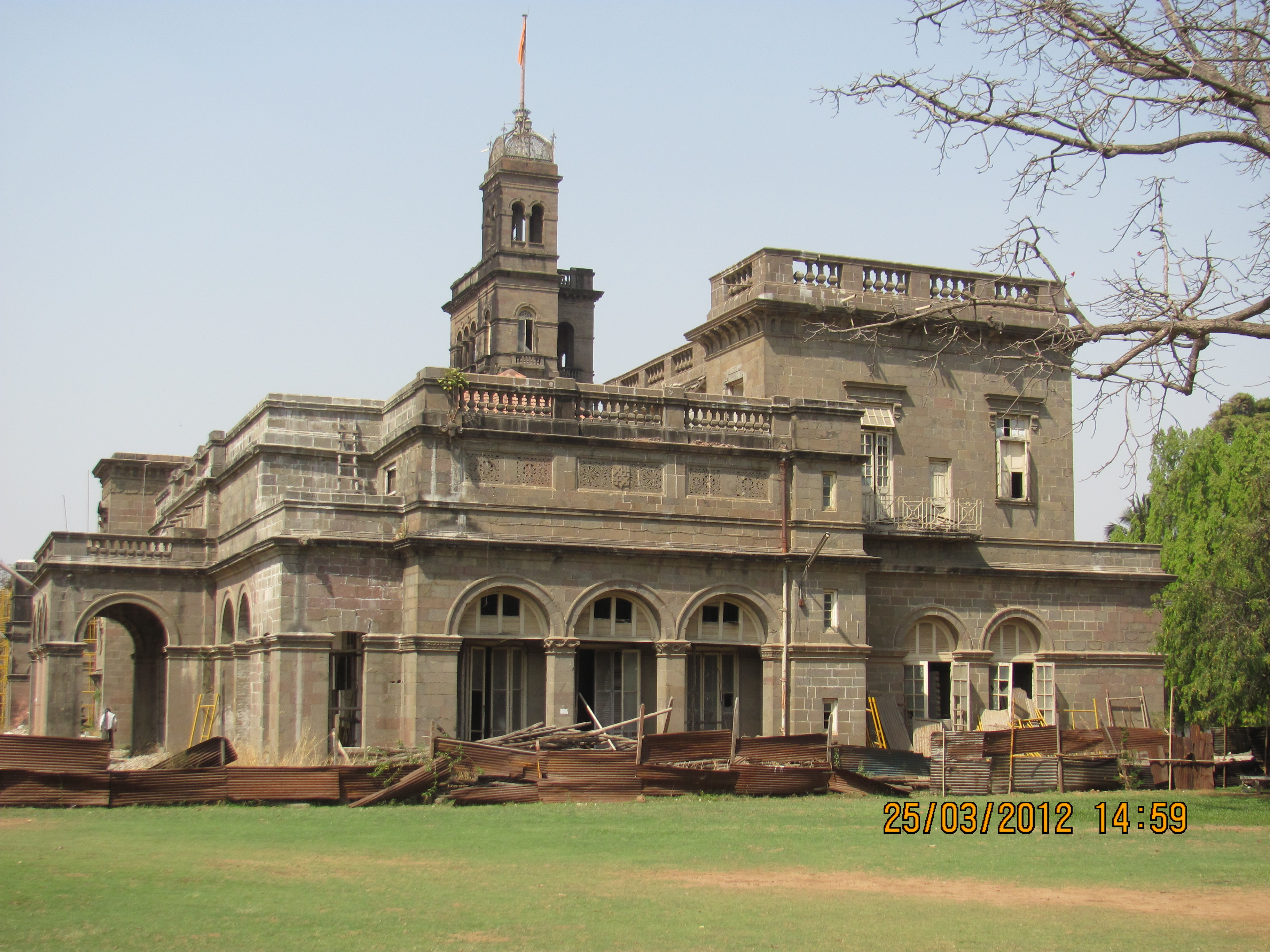
Principal edificio de la universidad.

La Universidad de Savitribai Phule Pune, también conocida como Universidad de Pune, es una universidad en Pune, Maharastra, en el oeste de India, fundada en 1948. Su campus cubre una superficie de 411 acres (1,66 km²), y cuenta con 46 departamentos académicos. Su nombre se debe a Savitribai Phule, una reformadora social india conocida por su contribución al empoderamiento y la emancipación de la mujer a través de la educación.
Esta universidad ha recibido el más alto ranking con la calificación «A» por parte del Consejo Nacional de Evaluación y Acreditación. De acuerdo con la Clasificación académica de universidades del THE, es considerada la tercera mejor universidad en India.
La universidad posee colegios, departamentos y centros de investigación afiliados, la mayoría de ellos ubicados en Pune.